# Ogden, Illinois
Ogden är en ort (village) i Champaign County i Illinois. Vid 2010 års folkräkning hade Ogden 810 invånare.